# In the Sultan's Power
Pour plus de détails, voir Fiche technique et Distribution.
In the Sultan's Power est un film muet américain réalisé par Francis Boggs, sorti en 1909.

## Synopsis
Jack Thornton est un voyageur américain qui lors d'un périple en Europe, rencontre la fille d'un vieux noble français et en tombe amoureux mais les choses s'annoncent compliqués...

## Fiche technique
- Réalisation : Francis Boggs
- Scénario : Francis Boggs
- Photographie : James A. Crosby
- Producteur :  William Selig
- Société de production : Selig Polyscope Company
- Société de distribution : Selig Polyscope Company
- Pays d'origine :  États-Unis
- Langue : film muet avec les intertitres en anglais
- Format : Noir et blanc — 35 mm — 1,33:1 — Muet
- Genre : Film d'aventure
- Durée :
- Dates de sortie : 
  -  États-Unis : 17 juin 1909

## Distribution
- Hobart Bosworth
- Betty Harte
- Tom Santschi
- Stella Adams
- Frank Montgomery
- E. Vivian
- Robert Z. Leonard